# فهرست واژگان انگلیسی با ریشه فارسی
فارسی و انگلیسی به عنوان دو زبان هندواروپایی واژگان بسیاری از زبان نیاهندواروپایی به ارث برده‌اند. بسیاری از این واژگانِ همانند شکل مشابه ای نیز دارند. ولی موضوع این مقاله تنها وام‌واژه‌هایی است که از فارسی به انگلیسی وارد شده‌اند. چه به گونه مستقیم و چه از راه یک یا چند زبان واسط.
بسیاری از واژه‌های با ریشهٔ فارسی از راه‌های گوناگونی به انگلیسی راه پیدا کرده‌اند. برخی از آن‌ها مانند پردیس (paradise) در دوران پیوندهای فرهنگی میان ایرانیان و یونیان و رومیان باستان به زبان‌های یونانی و لاتین راه یافته و راه خود را تا انگلیسی ادامه داده‌اند. فارسی به عنوان زبان دوم جهان اسلام بسیاری از زبان‌های دنیای مسلمان‌نشین را تحت تأثیر خود قرار داده و واژه‌های آن وارد جهان اسلام شده‌اند.
ایران تا سدهٔ نوزدهم تا اندازه زیادی برای جهانگردان انگلیسی‌زبان کشف نشده مانده بود. جاده‌های زمینی بازرگانی که ایران و اروپا را بهم پیوند می‌داد از سرزمین‌هایی نامهربان با بیگانگان می‌گذشت و این نکته ایران را از اروپا جدا نگاه می‌داشت. همچنین بازرگانی در بندرهای ایرانی کنداب پارس نیز در اختیار محلی‌ها بود. در مقابل فعالیت بازرگانان متهور انگلیسی در بندرهای شرق مدیترانه موجب شد تا برخی واژه‌های پیوسته با فرهنگ عثمانی راه خود را به زبان انگلیسی باز کنند. از همین رو بسیاری از واژه‌های این فهرست هرچند در اصل از فارسی‌اند ولی از راه زبان واسط ترکی عثمانی به انگلیسی راه یافتند.
بسیاری از واژه‌های فارسی-عربی هم به واسطهٔ زبان اردو در دوران استعمار بریتانیا در هند وارد انگلیسی شدند؛ زیرا فارسی زبان بین‌المللی هندوستان (پاکستان امروزین و شمال غربی هند امروزین) پیش از حکومت انگلیسی‌ها بود.
برخی واژه‌های فارسی نیز در دوران پیوندهای فرهنگی مورها و مسیحیان در شبه‌جزیره ایبری در سده‌های میانه درون زبان‌های اروپایی (و در برخی موارد زبان انگلیسی) شدند و به همین چرایی از زبان عربی به عنوان زبان واسط عبور کرده‌اند.

## پیشوند
جهت اطمینان و مطالعه می‌توانید به وند مراجعه کنید.
_in_/im و _a_/ab:
از آ/اَ/ان
توضیح: این پیشوند برای نفی به کار رفته، همراه با اسم و فعل استفاده می‌شود.
ریشه: در زبان فارسیِ باستان، فارسی میانه و اوستایی به صورت a/an می‌باشد.
نمونه: آکندن، اَنیران (غیر ایرانی)، آوردن، اَمُرداد (نامردنی، جاودان)
_a_/ab:
از اَبی
توضیح: این پیشوند دیسهٔ کهن‌تر «بی» بوده که کاربردی نیز مانند آن دارد و به معنی «بدونِ» می‌باشد.
ریشه: در زبان فارسیِ میانه، به‌صورت abi، در زبان فارسی باستان به صورت apaiy و در اوستایی به صورت
```
apa می‌باشد.
```

_apo:
از اَپا
توضیح: این پیشوند به معنی دور، دور از، بیرون از و از می‌باشد.
ریشه: در زبان فارسی باستان و اوستایی به صورت apâ است.
_api_/ apiy:
از اَپی
توضیح :این پیشوند به معنی روی، در، کنار، افزون بر و به سوی می‌باشد.
ریشه :در زبان فارسی باستان و اوستایی به صورت
```
api/apiyمی‌باشد.
```

_ortho:
از ارتا/اردا/ارد
توضیح :این پیشوند به معنی راست، درست و مستقیم می‌باشد.
ریشه :در زبان فارسی اوستایی به صورتǝrǝdua
می‌باشد.
نمونه :اردیبهشت، اردستان، اردبیل، اردکان.
_ex:
شاید از اس/سُ/زُ
توضیح :این پیشوند به معنی» بیرون «،» بیرون از «و
» از «می‌باشد.
ریشه :در زبان فارسی میانه به صورت -us-, uz و
فارسی باستان به صورت ud می‌باشد و در فارسی نو
به صورت ه، ز ا، ز ز به جای مانده‌است.
نمونه :زدودن، آزمایی، هزینه.
_up_/above:
از اَف
توضیح :این پیشوند به معنی بر، بالا و روی می‌باشد.
ریشه :در زبان فارسی اوستایی به صورت aiwi و
فارسی باستان به صورت abiy می‌باشد.
نمونه :افسر (چیزی که بر سر می‌نهند)، افراشتن،
افزودن.
_inter:
از اندر
توضیح :دیسه‌ای دیگر از《در》بوده و به معنی در،
بین، درون است ولی امروز به چم در میان یا بین به
کار می‌رود.
ریشه :در زبان فارسی اوستایی به صورت antare و
فارسی باستان به صورت antar می‌باشد.
_ambi:
شاید از اوبا
توضیح :این پیشوند به معنی هرد، و باهردو و…
می‌باشد.
ریشه :در زبان فارسی باستان و اوستایی به صورت
```
ubâ می‌باشد.
```

_hypo:
از اوپا
توضیح :این پیشوند به معنی زیر و با می‌باشد.
ریشه :در زبان فارسی باستان و اوستایی به صورت
```
upāمی‌باشد.
```

_Poly:
از بُل
توضیح :این پیشوند معنی پر و بسیار داد، ه ظاهراً
دیسه‌ای دیگر از پر می‌باشد.
ریشه :در زبان فارسی میانه به صورتpurr، زبان
فارسی باستان به صورت paru و اوستایی به صورت
```
parav/porou/pauruمی‌باشد.
```

_Pre:
از پار/پری/پیرار
این پیشوند به معنی قبل و پیش در زمان را می‌دهد.
مانند پارسال، پیرارسال، پریروز
_Para:
از پارا/پرا
این پیشوند از زبان اوستایی گرفته شده.
مانند پاراهور، پراسو، پرآسه
Post:
از پَسا
این پیشوند به معنی بعد (بعد از چیزی)
است.
_Peri:
از پیرا/پر
توضیح :این پیشوند به معنی پیرامون (پیرامون
چیزی) است.
ریشه :در زبان فارسی میانه به صورتpêrâ، زبان
فارسی باستان به صورت pariy و فارسی نو به
صورت -par-, pirâ می‌باشد.
trans:
از تَرا
این پیشوند به معنی سرتاسر و از ورا (ورای چیزی) است و از زبان اوستایی گرفته شده‌است.
homo:
از هم/هن/ان
ین پیشوند هم‌معنی، syn
```
com, co, col, conدر زبان انگلیسی است.
```

دیس کهنتر هم هن/ان می‌باشد. مانند (هم):همایش
هماور، د همنشی، ن همزما، ن همبس، ت همراه. مانند
(هن) :هنداختن هندسه مانند(ان) :اندازه، انباشتن
اندوختن.

## پسوند
ic_وics_:
از ایک
این پسوند دیسه کهن تر از پسوند» ای «است.
مانند تاریک، نزدیک.

## A
- Abbasi:سکه و واحد وزن ایرانی. ریشه‌شناسی: عباس + ی (پسوند فارسی). مربوط به شاه عباس اول (مرگ ۱۰۰۷). (البته خود کلمه عباس کلمه‌ای عربی است)
- Abkar:سازنده یا فروشندهٔ مشروب. ریشه‌شناسی:آب(فارسی باستان pi-) +کار (از فارسی میانه)
- Abkari:ریشه‌شناسی: "Abkari" ساختن یا فروختن مشروبات سکر آور.
- Absinthe:ریشه‌شناسی: شاید از «اسپند» فارسی. شراب الکلی از مخلوط شراب با افسنتین.
- Ace:ریشه‌شناسی: فارسی. کارت بازی ایرانی مانند پوکر و با همان استدلال.
- Achaemenid:ریشه‌شناسی: یونانی شدهٔ نام فارسی باستان «هخامنشی».
- Achar:ریشه‌شناسی: فارسی «آچار». در هند قسمتی از غذا که ترشی یا چاشنی است. (البته آچار کلمه‌ای ترکی و به معنای کلید یا بازکننده‌است)
- Afreet:ریشه‌شناسی: عربی «عفریت»، شاید از فارسی"afraid" ساخته شده باشد. در اساطیر عرب هیولایی قوی و اهریمنی بود.
- Afghanistan:واژهٔ افغان با پسوند فارسی –ستان. در کل به معنای"جایگاه افغان هاً.
- Ahriman:فارسی «اهریمن»، روح پلید در آیین زرتشتی.
- Ahu:ریشه‌شناسی: فارسی «آهو»، از فارسی میانه "ahuk". بزکوهی و غزال.
- Ahung:واژه‌شناسی:چینی «a-hong»، از فارسی «آخوند» (الهی‌شناس و واعظ).
- Ahura Mazda:فارسی باستان «Ahura mazdā»، در آیین زرتشتی خدا را گویند و به معنای «خدای خرد».
- Akhundzada:ریشه‌شناسی: هندی"akhundzada"، از فارسی «آخوندزاده». در هندی لقبی برای بزرگ زادگان.
- Algorithm:از نام «خوارزمی»، دانشمند ایرانی. (دربارهٔ فارسی بودن کلمه خوارزم بحث‌های فراوانی وجود دارد)
- Alkenkengi:از عربی «الکاکنج» (: گیاه عروسک پشت پرده)، از فارسی «کاکنج» (kakunaj).
- Amani:ریشه‌شناسی:هندی و فارسی «امان»، از عربی «امانة» با پسوند فارسی «ـ ی».
- Angra Mainyu:صورت کهن اهریمن.
- Angaria:ریشه‌شناسی: لاتین متاخر، از یونانی "angareia"، از فارسی ""angaros (پیک شاهی). در قانون مدنی رومی: خدمات اجباری حکومت، فرمانروا، یا کلیسا.
- Angel:ریشه‌شناسی: انگلیسی میانهangel، از فرانسوی باستان angele، از لاتین متاخرangelus، از یونانی angelos (در ترجمهٔ واژهٔ عبری mal'kh «فرشته»)، احتمالاً با ریشهٔ ایرانی؛ angaros یونانی از پیک شاهی ایرانی (هخامنشی)؛ شاید هم‌ریشه با سنسکریت angirasبه معنای نخستین گروه پرتوهای آفریدهٔ ایزدی. روان‌های ماوراءالطبیعه در الهیات ایرانی، یهودی، مسیحی و اسلامی که عموماً با بال مجسم می‌شوند و فرستادگان خدا، واسطه‌های ایزدی و نگهبانان مخصوص فرد یا ملت هستند.
- Apadana:ریشه‌شناسی: فارسی باستان"apadana"، به معنای کاخ. از apa پیوسته +dana محوطه.
- Armenia:الزاماً نباید ریشهٔ فارسی داشته باشد اگرچه نخستین بار در کتیبه‌های هخامنشی نام "Armina" ثبت شده.
- Arsenic:از «زرنیگ»(zarnig).
- Arya:از فارسی باستان "Arya"، سرزمین و مردم آریا= ایران، ایرانی.
- Aryan:از فارسی باستان "Aryanam"، سرزمین و مردم آریا = ایران.
- Asafetida:ریشه‌شناسی: فارسیaza (مصطکی) + لاتین foetida. صمغ خوردنی مانند آدامس از گیاه ایرانی و هند شرقی از خانوادهٔ آنقوزه. با بو و مزهٔ قوی، و در گیاه‌پزشکی در داروی ضد تشنج به کار می‌رود.
- Asmodeus:روح شیطانی، شاهزادهٔ دیوان، از لاتین Asmodaeus، از یونانی Asmodaios، از عبری تلمودی Ashmeday، از اوستایی Aesh-ma-daeva به معنای «Aeshma ی فریبنده».
- Assassin:این واژه از «حشاشین» (پیروان حسن صباح) آمده.
- Aubergine:از فارسی «بادنجان» که خود این واژه نیز ممکن است از سنسکریت آمده باشد.
- Aumildar:ریشه‌شناسی: عربی «عمل» + دار (پسوند فارسی). تحصیلدار در هند.
- Avesta:به زیر بنگرید.
- Avestan :ریشه‌شناسی: اوستا، کتاب مقدس زرتشتیان (فارسی میانه Avastik) + an انگلیسی.
- Azadirachta :ریشه‌شناسی: لاتین نو، از فارسی «آزاد درخت»، درخت آزاده و اصیل.
- Azedarach :ریشه‌شناسی: فرانسوی azédarac، از فارسی «آزاد درخت»، درخت آزاده و اصیل.
- Azha :از فارسی «آشیانه».
- Azure(Color) :از لاتین میانه azura، از فارسی «لاجورد».

## B
Babouche
ریشه‌شناسی: از فارسی «پاپوش».
Babul
ریشه‌شناسی: فارسی گیاه «بابُل»، هم‌ریشه با سنسکریت babbula, babbla (درخت صمغ عربی). این درخت احتمالاً بومی سودان است اما از شمال آفریقا تا آسیا و هند گسترده شده.
Badian
ریشه‌شناسی: فرانسوی badiane، از فارسی گیاه «بادیان».
Baghdad
از فارسی میانه «بغداد»Bhagadad به معنای "هدیهٔ خداً.
Bakhtiar
ریشه‌شناسی: فارسی «بختیار» Bakhtyr، شاید از «بخت یار» به معنای «خوشبخت». عضوی از مردم بختیاری.
Baksheesh
از فارسی «بخشش» از فعل «بخشیدن». در انگلیسی به معنای انعام.
Balaghat
ریشه‌شناسی: شاید از هندی، از فارسی «بالاً (از فارسی میانه) + هندی gaht» گذشتن". فلات برفراز کوه‌ها.
Baluchi
ریشه‌شناسی: فارسی «بلوچ»، «بلوچی». از اقوام هندوایرانی که در ناحیهٔ بلوچستان زندگی می‌کنند.
Baluchistan
ریشه‌شناسی: ناحیه‌ای در آسیای غربی، از فارسی «بلوچستان». قالیچه‌ای با رنگ‌های تیره که توسط چادرنشینان بلوچی و سیستانی بافته می‌شود.
Ban (title)
فرماندار کرواسی، از صربو-کرواتی. «ارباب، فرماندار، حکمران»، از فارسی «بان».
Bank
ریشه‌شناسی:از بانک و هم‌معنی دیگر در فارسی بایگ.
Barbican
ممکن است از فارسی «خانه» یا «برج و بارو» باشد.
Barsom
ریشه‌شناسی: فارسی «بَرسم»، از فارسی میانه bursam، از اوستایی barsman. چوبی مقدس در آیین زرتشتی.
Bas
ریشه‌شناسی: هندی bas، از فارسی «بس» به معنای «کافی و اندازه».
Bazaar
از فارسی «بازار»، از فارسی میانه bahâ-zâr به معنای «جای قیمت».
Bazigar
ریشه‌شناسی: هندی bazigar، از فارسی «بازیگر». برای نامیدن چادرنشینان دوره‌گرد مسلمان در هند به کار می‌رود.
Bedeguar
ریشه‌شناسی: فرانسوی میانه bedegard، از فارسی «باداورد». نوعی گیاه.
Begar
ریشه‌شناسی: هندی begaar، از فارسی «بیکار».
Begari
بنگرید به بالا.
Beige
ریشه‌شناسی: فرانسوی، شاید از ایتالیایی پنبه bambagia، از لاتین میانه bambac-,bambax، از یونانی میانه bambak-,bambax، احتمالاً از واژه‌ای ترکی که اکنون پنبه pamuk می‌خوانند و احتمالاً با منشأ فارسی «پنبه». پارچه ساخته شده با پنبه با رنگ قهوه‌ای مایل به زرد خاکستری.
این واژه شاید هم از cam byses گرفته شده باشد (یونانی byssos لباس فاخر، bysses یا byses به نخ درجه یک می‌گفتند که لباس شاهزادگان پارسی بود) فارسی «کمبوجیه»، بابلی kam buzi، نام شاه ایران که به لباسش تعمیم داده شده.
Belleric
ریشه‌شناسی: فرانسوی، از عربی «بَلیلَج»، از فارسی گیاه «بَلیله». میوه‌ای از خانوادهٔ بادام هندی.
Bellum
ریشه‌شناسی: از فارسی «بَلَم»، قایق هشت‌نفره.
Benami
ریشه‌شناسی: هندی benaam، از فارسی «به نام» + «ـ ی».
Bezoar
از «پادزهر». که بیشتر در پزشکی و رنگ‌سازی شرقی کاربرد دارد.
Bheesty
ریشه‌شناسی: از فارسی «بهشتی». در هند: حمل‌کنندهٔ مخصوص آب برای خانه یا هنگ.
Bhumidar
ریشه‌شناسی: هندی bhumidar، از «بوم» زمین (از سنسکریت و ایرانی Bumi و فارسی باستان Bum) + «دار» (پسوند فارسی). در هند: زمیندار بزرگ.
Bibi
ریشه‌شناسی: هندی bibi، از فارسی.
Bildar
ریشه‌شناسی: هندی beldar، از فارسی «بیل دار». در کاربرد حفار و حفرکننده.
Biryani
ریشه‌شناسی: هندی و اردو biryaan، از فارسی «بِریان». غذایی هندی مخلوطی از:گوشت یا ماهی، سبزیجات، برنج همراه با زعفران و زردچوبه.
Bobachee
ریشه‌شناسی: هندی babarchi، از فارسی «باورچی» آشپز مرد.
Bombast
ریشه‌شناسی:از فرانسوی میانه bombace، از لاتین میانه bombac-، از لاتین bombyc-، ابریشم و کرم ابریشم، از یونانی bombyk-، ابریشم و جامهٔ ابریشمین؛ احتمالاً از ریشهٔ فارسی «پنبه».
Borax
ریشه‌شناسی: از فارسی «بوره».sodium borate.
Bostanji
ترکی bostanci، به معنای باغبان. از bostan از فارسی «بوستان»: «بو» عطر + «ستان» جایگاه. شغلی درباری در باغ‌های سلطنتی عثمانی.
Bronze
ریشه‌شناسی: شاید از فارسی فلز «برنج».
Brinjal
ریشه‌شناسی: از فارسی «بادنجان»، احتمالاً از سنسکریت vaatingana.
Buckshee
ریشه‌شناسی: هندی bakhsis، از فارسی «بخشش».
Budmash
ریشه‌شناسی: فارسی «بدمعاش»، «بد» (از فارسی میانه vat) + معاش (عربی). در هند به شخص بدسیرت و هرزه گویند.
Bukshi
ریشه‌شناسی: فارسی «بخشی» (بخشنده). در هند: مأمور پرداخت.
Bulbul
ریشه‌شناسی: از ریشهٔ ایرانی و گرفته‌شده از عربی. فارسی «بلبل».
Bund
ریشه‌شناسی: هندی band، از فارسی «بند». درهند: سدی برای جلوگیری از نفوذ آب.
Bunder Boat
ریشه‌شناسی: هندی bandar، از فارسی «بندر». قایق ساحلی در خاور دور.
Bundobust
ریشه‌شناسی: هندی band-o-bast، از فارسی «بند و بست». در هند: مرتب یا تسویه کردن جزئیات.
Burka
ریشه‌شناسی: روسی، احتمالاً از buryi «قهوه‌ای تیره» (اسب). احتمالاً از ریشهٔ ترکی burقرمز روباهی؛ این واژه احتمالاً از فارسی گرفته شده «بور» (قهوه‌ای مایل به سرخ).
Burkundaz
ریشه‌شناسی: هندی barqandz، از فارسی «برق انداز». «برق» (عربی) + «انداز». نیروهای مسلح یا پلیس هند در سدهٔ ۱۸ و ۱۹ میلادی.
Buzkashi
از فارسی «بز کشی».

## C
Caftan
ریشه‌شناسی: روسی kaftan، از ترکی، از فارسی «خفتان». ردایی نظامی، تا قوزک پا و آستین‌های بسیار بلند و پرشده از پنبه یا ابریشم و یراق کمربندی رایج در سده‌های میانی اسلام.
Cake
از کاک(kaak) در پارسی باستان.
Calabash
احتمالاً از فارسی «خربزه».
Calean
ریشه‌شناسی: از فارسی «قلیان».
Calender
ریشه‌شناسی: فارسی «قلندر»، از عربی، از فارسی kalandar(کلندر؟) انسان ژولیده، یکی از فرقه‌های صوفیه که درویشانه زندگی می‌کردند.
Camaca
ریشه‌شناسی: انگلیسی میانه، از فرانسوی میانه camocas یا لاتین میانه camoca، از عربی «کمخا، از فارسی» کَمخا پارچه‌ای منقش از ابریشم یا موی شتر.
Cambodia
فارسی باستان Kabujia. فارسی «کمبوجیه». نام کشور کامبوج بنگرید به Kamboh.
Candy
از عربی «قندی»، از فارسی «قند».
Carafe
از عربی «قرافه»، «پاشیدن»، از فارسی «قرابه».
Caravan
ریشه‌شناسی: ایتالیایی caravana, carovana، از فارسی «کاروان».
Caravansary
ریشه‌شناسی: فارسی "کاروانسراً.
Carcass
ریشه‌شناسی: فرانسوی میانهcarcasse، از فرانسوی باستان carcois، شاید از carquois, carquais به معنای ترکش، از تغییر tarquais، از لاتین میانه tarcasius، از عربی «ترکَش»، از فارسی «ترکش». از تیر (از فارسی باستان tigra «نوک‌تیز») + -کش (از «کشیدن»، از اوستایی karsh-).
Carcoon
ریشه‌شناسی: هندی kaarkun، از فارسی «کارکُن». در هند: دفتردار، منشی.
Cash
ریشه‌شناسی: از سنسکریت karsa، واحدی در وزن طلا و نقره، هم‌ریشه با فارسی باستان karsha-، واحد پولی ایران هخامنشی.
Cassock
ریشه‌شناسی: فرانسوی میانه casaque، از فارسی «کژاکند» (قزاگند). «کژ» (کج) ابریشم کم بها + «آگند» (از آکندن: پر کردن). لباسی که درون آن را با ابریشم و پنبه پر می‌کردند.
Caviar
از فرانسوی caviar، از ایتالیایی یا ترکی وارد انگلیسی شده، از فارسی «چاو-دار» به معنی «تکه‌ای از قدرت». به دلیل اینکه ایرانیان باستان کاملاً از خواص مفید و نیروبخش آن آگاه بوده‌اند.
Ceterach
لاتین میانه ceterah، از «شیطرگ»، فارسی «شاه تره». گیاهی از خانوادهٔ سرخس.
Chador
هندی caddar، از فارسی «چادر». پوشش رایج میان بانوان مسلمان و هندو، به ویژه در ایران و هند.
Chakar
هندی chakor، از فارسی «چاکِر». در هند: خادم و نوکر خانه و دفتر.
Chakari
«چاکری». در هند: خادم خانگی و عمومی.
Chakdar
از پنجابی chakdar، از chak(«حق تصدی» از سنسکریت cakra) + «دار». در هند: مالک دارای زمین‌های اجاره‌ای و برزگران.
Chalaza
اسلاوی باستان zledica «باران منجمد»، فارسی «ژاله» (در معنای تگرگ).
Chappow
فارسی «چپاو» یا «چپاول».
Charka
هندی carkha، از فارسی «چرخه». چرخ (از فارسی میانه chark، اوستایی chaxra-، سنسکریت cakra). دستگاهی که در هند برای ریسیدن پنبه استفاده می‌کنند.
Charpoy
از فارسی «چارپای». رختخواب طنابی در هند.
Chawbuck
هندی cabuk، از فارسی «چابک». در هند: تازیانهٔ بزرگ.
chemical
از فارسی «کیمیا»
Cheque
از فارسی «چِک». ایرانیان برای نخستین بار چک را اختراع کردند. بانک‌ها در امپراتوری ساسانی در سده نخست پ. م اوراق بهاداری را به کار می‌بردند به نام «چک». که پایهٔ چک‌های امروزی است.
Check
از فرانسوی باستان eschequier «جلوگیری کردن» (در شطرنج)، از eschec، از لاتین میانه scaccus، از فارسی «شاه» (در شطرنج). در سدهٔ هفده این کلمه معنای عمومی «ممانعت کردن از دزدی» را گرفت و سرانجام در ۱۷۹۸ نام نخستین چک‌های بانکی را به خود گرفت.
Checkmate
از فرانسوی میانه eschec mat، از فارسی «شاه‌مات» (شاه نمی‌تواند بگریزد)، شطرنج.
Chess
از روسی shach، از فارسی «شاه»، مختصر «شاه‌مات»، شطرنج.
Cheyney
ریشه‌شناسی: احتمالاً از فارسی «چینی». پارچه‌ای پشمی در سده‌های ۱۷ و ۱۸.
Chick
هندیciq، از فارسی chiq. پرده و محافظی برای ورودی ساختمان در هند و آسیای شرقی.
Chillum
ریشه‌شناسی:هندیcilam، از فارسی «چَلَم».
Chilamchi
ریشه‌شناسی:هندیcilamci، از فارسی «چَلَمچی». در هند:ظرف فلزی شستشو.
China
از فارسی «(ظرف) چینی»، از چینی.
Chinar
هندی chinar، از فارسی «چنار». گونه‌ای درخت آسیایی.
Chobdar
هندی cobdar، از فارسی «چوبدار». «چوب» (از فارسی میانه chup) + «دار».
Cinnabar
احتمالاً از عربی «زنجَفر»، از فارسی «شنگرف».
Coomb
انگلیسی میانه combe، از انگلیسی باستان cumb، واحد اندازه‌گیری مایعات؛ وابسته با آلمانی میانهٔ جنوبی kump قدح، کاسه و آلمانی میانهٔ شمالی kumpf، فارسی «گنبد».
Come و comma
از ریشه «گام» است که در پهلوی و اوستایی نیز موجود است. واژه گام به باور نگارنده حتی می‌تواند ریشه Go در زبان انگلیسی باشد.
Culgee
ریشه‌شناسی: هندیkalg، از فارسی «کلگی» پر تزیینی. پری که هندیان بر دستار سرخود ی زدند.
Cummerbund
هندی kamarband، از فارسی «کمربند».
Cushy
هندی khush، از فارسی «خوش».

## D
Daeva
Daeva, deva از اوستایی daevo؛ فارسی «دیو». روح شیطانی در آیین زرتشتی.
dafadar
از فارسی «دفعه دار». «دفعه» (عربی)+ «دار».
Daftar
هندی daftar، از فارسی «دفتر»، از عربی «دِفتر»، از یونانی diphtheria(چرم، پارچه نوشتنی).
Daftardar
ریشه‌شناسی: هندی daftardar، از فارسی «دفتردار».
Dakhma
ریشه‌شناسی: فارسی «دخمه»، از فارسی میانه dakhmak، از اوستایی daxma-(مکان جنازه).
Daroga
ریشه‌شناسی:هندی daroga، از فارسی «داروغه». در هند: رئیس افسران.
Darvesh
از فارسی «درویش».
Darzi
هندی darzi، از فارسی «درزی». خیاط یا صنف خیاطان هندو در هند.
Das
سنسکریت dassa دشمن، بنده، احتمالاً وابسته با فارسی «داه» غلام، اوستایی dahyn-, dainhu-, danghu- سرزمین، فارسی باستان dahyn- سرزمین، ایالت، سنسکریت dasyu بیگانه. خادم هندویی در هند.
Dastur
هندی dastur سنت، از فارسی «دستور». هزینهٔ عمومی.
Dastur
از فارسی «دستور». موبد موبدان در کیش زرتشتیان هند.
Dasturi
هندی dasturi، از فارسی «دستور». پاداش.
Defterdar
ترکی، از فارسی «دفتردار». در ترکیه: مأمور حساب‌های مالی.
Dehwar
فارسی «دِه وَر». ارباب دارای بنده و غلام.
Del
فارسی «دل».
Dervish
از فارسی «درویش»، از فارسی میانه darweesh.
Dewan
ریشه‌شناسی: هندی diwan، از فارسی «دیوان». کتاب محاسبات.
Demitasse
از فرانسوی «نیم فنجان» demi+tasse. فرانسوی باستان وام گرفته از عربی «تسَه» از فارسی «تشت».
Div
از فارسی «دیو».
Divan
از فارسی «دیوان»، از فارسی باستانdipi («نوشته»)+ vahanam(«خانه»).
Doab
ریشه‌شناسی: فارسی «دوآب». سرزمینی در میان دو رودخانه.
Dogana
ریشه‌شناسی: از فارسی «دوگانه»، دیوان محاسبه. گمرگ ایتالیایی.
- Domain

ریشه‌شناسی: از دامنه پارسی.
Douane
ریشه‌شناسی: از فارسی «دیوان». گمرک.
Dubber
ریشه‌شناسی: از فارسی «دبه». بطری چرمی در هند برای نگهداری روغن و مایعات.
Duftery
ریشه‌شناسی: از «دفتر» + «ـ ی». پسر پادو در ادارات و دفاتر.
Dumba
ریشه‌شناسی: فارسی «دُمب». گوسفند دُم‌پهن بخارایی و قرقیزی.
Durbar
ریشه‌شناسی: از فارسی «دربار». حضار در برابر شاه.
Durwan
ریشه‌شناسی: از فارسی «دربان». «در» (از فارسی میانهdar، از فارسی باستان duvar-)+ «بان».
Dustuck
ریشه‌شناسی: هندی dastak، از فارسی «دستک/دسته». (دستگیره)

## E
Emblic
لاتین نوemblica، از عربی «اَملَج»، از فارسی «آمُله». درختی از خانوادهٔ Phyllanthus emblica.
Enamdar
هندی in'aamdaar، از فارسی «انعام دار».
Euphrates
از فارسی باستان Ufratu «شایسته برای عبور».
Elephant
از کلمه الفیل عربی که ریشه پارسی آن پیل است.

## F
Farsakh
عربی «فرسخ»، از فارسی «فرسنگ». واح اندازه‌گیری در حدود ۱۰ کیلومتر.
Farsi
نامی برای زبان فارسی در عربی. در عربی «پ» وجود ندارد و این نام پس از حملهٔ اعراب به ایران به جای «پارسی» در ایران رایج شد.
Fallow
از واژه پَیرو در زبان فارسی آمده‌است.
Faujdar
هندی fawjdaar، از فارسی «فوج دار». «فوج» (عربی)+ «دار». افسر جزء در هند.
Faujdari
از فارسی «فوج‌داری». دادگاه جنایی در هند.
Ferghan
از فارسی «فرغانه». منطقه‌ای در آسیای مرکزی. نوعی قالیچهٔ ایرانی که با پنبه بافته می‌شود. با زمینهٔ آبی یا قرمز تیره و با گل حنا رنگ آمیزی می‌شود و بسیار نفیس است.
Feringhee
از فارسی «فرنگی»، از فرانسوی. Frankish. شخص اروپایی؛ زیرا اولین برخورد مسلمانان با اروپاییان به‌خصوص اروپاییان غربی در زمان «شارلمانی» پادشاه فرانک‌ها رخ داد. عربی «فرنجی» و در عثمانی با تلفظ feringhee.
Fers
انگلیس میانه، از فرانسوی میانه fierce، از عربی «فَرزَن»، از فارسی «فرزین». وزیر شطرنج.
Fida'i
عربی «فِداء + ـ ی». فداییان و پیروان اسماعیلیه و حَشّاشین.
Firman
از فارسی «فرمان»، از فارسی باستان framânâ.
Far
از واژه فرای فارسی، به معنی دور، در سانسکریت و کُردی پَر، هم ریشه با پرت (به معنای دور انداختن)

## G
Gatch
از فارسی «گچ».
Ghee
از فارسی «گَردان». آمیختن.
Galingale
از فارسی «خَلَنجان». گونه‌ای گیاه.
Gazelle
از فارسی غزال یا آهو
Gherkin
احتمالاً از فارسی میانه angArah «هندوانه». خیار ریز هندی که در خیارترشی استفاده می‌شود.
Ghorkhar
از فارسی «گوره خر». در هند :خرهای وحشی در شمال هند.
Giaour
از فارسی «گَئُر/گَبر». (آتش‌پرست).
Gigerium
از لاتین gigeria امحا پرنده، شاید از فارسی «جگر».
Gizzard
نزدیک یهgysard، تحول یافته یgysar، از انگلیسی میانه giser, gyser، از فرانسوی باستان شمالی guisier «جگر» (مخصوصا برای پرندگان)، از لاتین gigeria، شاید از فارسی که با «جگر» پیوند دارد.
Gul
ریشه‌شناسی: فارسی «گل». گل سرخ.
Gulhinnai
ریشه‌شناسی: «گل» +"حِنّاء (عربی). نوعی قالیچهٔ ایرانی.
Gulmohar
ریشه‌شناسی: هندی gulmohur، از فارسی «گُل‌مُهر». سکهٔ طلا.
Gunge
ریشه‌شناسی: هندی gãj، از ریشهٔ ایرانی. فارسی «گنج».
Gymkhana
ریشه‌شناسی: احتمالاً تغییریافتهٔ (متأثر در واژهٔ gymnasium) هندی gend-khana «جای شلوغ». از فارسی «خانه».
Gyroscope 
مسیر یاب یا قطب نما ، از کلمه ((جای رو)) به معنی وسیله ای که جای رفتن را مشخص میکند. 

## H
Halalcor
هندیhalalkhor، از فارسی «حلال خور».
Havildar
هندی hawaldar، «حواله» (عربی)+ «دار». افسر وظیفه و مأمور اجرایی در ارتش هند.
Hyleg
از فارسی «هیلاج». وضعیت ستارگان در نجوم برای تخمین زمان تولد.
Hindi
از فارسی «هندی». زبانی بومی در مناطق شمالی هند و رسمی در سراسر هند.
Hindu
از فارسی میانه «هندو»، از اوستایی hendava، از سنسکریت saindhava «هندی».
Hindustan
هندی Hindustan، از فارسی «هندوستان» (سرزمین هندوها).
Hindustan is Persian, in Hindu language, the country is called Bharat.
Hircarrah
فارسی «هرکاره». «هر» (از فارسی باستان haruva-)+ «کار» (از فارسی میانه، از فارسی باستان kar-)
Homa
hom از فارسی «هوم»، از اوستایی haoma. درختی مقدس برای زرتشتیان و در میانرودان درخت زندگی بود.

## I
India
از فارسی «هند».
Iran
از فارسی میانه Iran = Aryan
Ispaghol
گیاه «اسبغول». در لغت به معنای «گوشِ اسب». asp(فارسی میانه:اسب)+ «غول»(:گوش).

## J
Jolt
از فارسی دری و لهجهٔ مشهدی به معنای تکان خوردن می‌باشد. در لهجه مشهدی جل جل کردن رواج بسیار دارد.
Jackal
از فارسی «شَغال»، گونه‌ای سگسان از خانوادهٔ سگ‌سانان در آفریقا و آسیای جنوبی.
Jagir
از فارسی «جاگیر». عوارض مالیاتی شخصی در شمال هند و پاکستان برای ادارهٔ بخش.
Jama
از فارسی «جامه». لباس بلندی که هندی‌ها و پاکستانی‌ها می‌پوشند.
Jasmine
از فارسی «یاسمن». گونه‌ای یاس بالا روندهٔ خوشبو.
Jemadar
هندی jama'dar/jam'dar. «جمع/جمعیت» (عربی)+ «دار». ستوان در ارتش هند.
Jezail
فارسی «جزایر/جزایل». نوعی تفنگ بزرگ پایه دار.
Jujube
یونانی zizyphon، از فارسی «زیزفون». گونه‌ای گیاه.
Julep
از فارسی «گل آب». شربت طبی. امروزه در آمریکا به آن ویسکی یا ودکا با نعنا گفته می‌شود از فرهنگ معاصر هزاره
Jungle
از فارسی «جنگل»

## K
Kabob
احتمالاً از فارسیِ «کباب»، یا از عربی‌شده یا اردوشدهٔ نام فارسی آن.
Kabuli
فارسی «کابُلی»، وابسته به کابل.
Kaftan
از فارسی «خفتان».
Kajawah
از فارسی «کجاوه». نشیمنی بر دو شتر برای حمل و نقل در هند.
Kala-Azar
از هندی kala(سیاه)+ «آزار». بیماری واگیر عفونی سخت آسیایی ناشی از کمخونی.
Kamarband
In English it refers to the wide belt made of a wide band of silk or shiny cloth worn by men around the waiste as part of a Black Tie suit. It entered the English language in India from the colonial times. But it is a Persian word, Kamar = waiste and Band = band, binder meaning Belt.
Kamboh
ریشه‌شناسی: در فرهنگ وبستر: «اعضای طبقهٔ پایین در پنجاب که به‌خصوص در کشاورزی گماشته شده‌اند». این تعریف در فرهنگ وبستر از ریشهٔ عنوانی فارسی آمده که ظاهراً در حال به افراد شرور افغانی و کشمیری می‌گویند. این عنوان کاربردی بسیار عمومی دارد که در دورهٔ پادشاهی مغولان در هند مخصوصاً اکبر و جهانگیر رایج شد.
بنابر دانشنامهٔ بریتانیکا سیدها (منظور گدایان است) و کامبوها افراد پستی بودند که در زمان حکومت اسلامی در هند زندگی می‌کردند.
این واژه صورت کنونی واژهٔ Kambojas است. خاندان معروف جنگاور هندوایرانی؛ که در نوشته‌های سنسکریت و پالی در زمان امپراتوری آشوکا ثبت شده؛ و با نام کامبیز/کمبوجیه در فارسی باستان وابستگی دارد.
بنابر متون ودایی مانند مهابهاراتا از کشاترا (جنگاور)های اصیل بودند. این‌ها مانند سکاها و پهلوها جنگاورانی اصیل و خارجی بودند (هندی نبودند) و چون با آیین هندو و برهمنی مخالفت داشتند و بیشتر بودایی بودند به‌مرور در هند به زوال کشانده شدند. البته کامبوها یا کامبُجاها در بنگال، سریلانکا و کامبوج نیز حکومت می‌کردند.
Karez
ریشه‌شناسی:فارسی «کاریز». قنات.
Kemancha
ریشه‌شناسی: از فارسی «کمانچه». رایج در خاورمیانه، قفقاز و آسیای میانه.
Kerana
ریشه‌شناسی:از فارسی «کَرنای».
Kenaf
ریشه‌شناسی:فارسی «کنف». گیاهی از خانوادهٔ Hibiscus cannabinus.
Khaki
فارسی «خاکی».
Khakhsar
ریشه‌شناسی:هندیkhâksâr، از فارسی «خاکسار». گروهی مسلمان ناسیونالیست در هند.
Khan
عربی «خان»، از فارسی (نباید با واژهٔ آلتایی «خان» اشتباه گرفت). کاروانسرا در برخی کشورهای آسیایی.
Khankah
ریشه‌شناسی:هندی khânaqâh، از فارسی «خانقاه». «خانه» + «گاه».
Khidmatgar
«خدمﺔ» (عربی)+ «گر». در هند: نوکر.
Khoja
ریشه‌شناسی:از فارسی «خواجه». عنوانی احترام آمیز.
Khuskhus
ریشه‌شناسی:هندی khaskhas، از فارسی «خس‌خس». گیاه معطر هندی.
Kincob
ریشه‌شناسی:هندیkimkhab, kamkhwab، از فارسی «کم خاب». پارچی زربفت.
Kiosk
از فارسی «کوشک»، یا از فارسی میانه gōšak «گوشه».
Koftgari
هندیkoftgar، از فارسی «کوفتگر». زرکار/فلزکار هندی.
Koh-i-noor
از فارسی «کوه نور». الماسی معروف که در سال ۱۸۴۹ به دست انگلیس افتاد.
Kotwal
هندیkotwal، از فارسی «کوتوال». رئیس پلیس در هند.
Kotwalee
هندیkotwalee، از فارسی «کوتوالی». ادارهی پلیس در هند.
Kran
فارسی «قِران». سکهٔ نقره واحد پولی ایران از ۱۸۲۶ تا ۱۹۳۲، سکهٔ نقره.
Kurta
هندی و اردوkurta، از فارسی «کُرته». پیراهن بی یقهٔ نازک.
Kusti
فارسی «کُستی/کُشنی»، از فارسی میانه kust, kustak «کمر». ریسمانی مقدس که زرتشتیان به کمر می‌بندند.

## L
Lac
هندیlakh، از فارسی «لاک». مانند لاک انگشت.
Lamasery
فرانسوی lamaserie، از lama+serie(از فارسی "سَراً)
Larin
ریشه‌شناسی:فارسی «لاری». نوعی پول نقره در بخش‌هایی از آسیا.
Lascar
اردو lashkarī، از فارسی «لشکری». توپخانه در هند و انگلیس.
Lasque
ریشه‌شناسی: احتمالاً از فارسی «لَشک/لاشک» (قطعه). قطعه الماس نامرغوب در هند.
Leucothoe
شاهزادهٔ افسانه‌ای ایرانی که گمان می‌رود آپولو را به توت‌فرنگی شیرین مسخ کرد. گونهٔ این گیاه در آسیا و آمریکا.
Lemon
از انگلیسی میانه limon، از فرانسوی باستان limon، از ایتالیایی limone، از لاتین میانه līmōnium، از عربی «لَیمون»، از فارسی «لیمون/لیمو». این میوه در سده ۱۵ م. به انگلستان برده شد.
Lilac
از فارسی «لیلکی»، از «نیلک» (نیلی).
Lungī
هندیlungī، از فارسی «لُنگی». لنگی که در هند، پاکستان و برمه مردان استفاده می‌کنند.
Laari
ریشه‌شناسی: احتمالاً از دیوهی (زبان مالدیو)، از «لاری». پول مالدیو.
Leg
از فارسی لنگ با کسره

## M
Magic
انگلیسی میانهmagik، از فرانسوی میانه magique، از لاتینmagicus، از یونانیmagikos، ازmagos, magus جادوگر (از ریشهٔ ایرانی، فارسی باستان magu- «مغ»).
Magus, magi
از magus، از فارسی باستان magu- «شخص مقتدر»، فارسی «مغ». روحانی زرتشتی. در عهد جدید از سه مغ نام برده شده که از شرق می‌آیند و بشارت میلاد عیسی را می‌دهند.
Malguzar
هندیmalguzar، از «مال» (عربی)+ «گذار». در هند:مالک.
Manichean
لاتینManichaeus مانوی، از یونانی Manichaios، فارسی «مانوی». پیرو آیین مانی در سده ۳ م.
Manticore
از فارسی باستان «آدمخوار». martiya-(آدم)+ khvar-(خوردن). موجودی افسانه‌ای با سر انسان و شاخ، بدن شیر و دم اژدها یا عقرب.
Markhor
فارسی «مارخور» (خورندهٔ گاو). بزی کوهی در افغانستان و هند.
Mazdak
فارسی «مزدک». اصلاحگر زرتشتی در دوران ساسانی در سده ۵ م. از Mazda.
Mazdakite
فارسی «مزدکی». پیرو اصلاحات مزدک.
Mazdoor
هندیmazdur، از فارسی «مُزدور». کارگر هندی.
Mehmandar
فارسی «مهماندار».
Mehtar
فارسی «مهتر». «مه» (از فارسی میانهmeh, mas)+ «تر» (از فارسی میانه، از فارسی باستان-tara-)
Mesua
لاتین نو، از نام دانشمند ایرانی مسیحی و طبیعت‌شناس یوحنا ابن مساویه (Johannes Mesue) متوفی به سال ۲۳۶ هـ. ش نوعی درخت آسیایی.
Mezereon
انگلیسی میانه mezerion، از لاتین میانه mezereon، از عربی «مازریون»، از فارسی. گیاه مازریون.
Mirza
فارسی «میرزا».
Mithra
ایزد ایرانی «میترا».
Mithraeum
ایزد ایرانی «میترا».
Mithraism
آیین «مهرپرستی». ایزد ایرانی «میترا».
Mobed
فارسی «موبد». روحانی زرتشتی.
Mogul
فارسی «مغول».
Mohur
هندی muhur/muhr، از فارسی «مُهر». سکهٔ طلا در زمان حکومت مغولان بر هند، تبت و نپال.
Mummy
انگلیسی میانه mummi، از فرانسوی میانه momie، از لاتین میانه mumia، از عربی «مومیاء» (مومیایی)، از فارسی «موم».
Murra
ریشه‌شناسی: لاتین، احتمالاً از ریشهٔ ایرانی مانند یونانی morrhia/murra؛ وابسته با فارسی «مُر/مور» گلوله شیشه‌ای کوچک. مادهٔ پرسلین برای ساختن ظروف چینی در روم.
Musk
از فارسی میانه musk، از سنسکریت muska «تخم» کوچک‌شدهٔ mus «موش». مُشک.
Musth
هندی mast، از فارسی «مست». هم‌ریشه با سنسکریت madati «او خوشی می‌کند». ماده‌ای بدبو که فیل در زمان جفت‌گیری در حالت شهوانی از بالای گوش‌های خود تراوش می‌کند.
Mussulman
از فارسی «مسلمان». «مسلم» (عربی)+ «- ان».

## N
Nakhuda
ریشه‌شناسی:فارسی «ناخدا» ناو «+» خدا (از فارسی میانه khutāi).
```
☆Name بسیار مهم
ریشه‌شناسی: همان نام است
```

Namaz
ریشه‌شناسی:فارسی «نماز». هم‌ریشه با سنسکریت namas «کرنش و احترام».
Naphtha
از لاتین، از یونانی، از منشأ ایرانی. اوستایی napta «نمناک»، فارسی «نفت». شاید هم‌ریشه با یونانی nephos «تاریک».
Nargil
ترکی nargile، فارسی «نارگیلِه» از «نارگیل».
Nauruz
فارسی «نوروز».
Nay
ریشه‌شناسی:فارسی «نای». آلتی موسیقی.
Neftgil
ریشه‌شناسی:آلمانی، از فارسی «نفتاگِل».
New
از نو، نوین، نوآیین
Noوnot
نه، نا (گویش طبری و اوستایی)
Now
از نُون (فرهنگ پهلوی)، نوُ (افغانی). همین‌طور در اکنون گا نون را می‌بینیم اکنون (اک+نون)
Numdah
ریشه‌شناسی: هندی namda، از فارسی «نَمَد»، از فارسی میانه namat، اوستایی namata. زیراندازی که در هند و ایران با پوست بز درست می‌شود.
Naan
ریشه‌شناسی:هندی و اردو nan، از فارسی «نان»، بلوچی nayan، سغدی nyny. نان هندی.
Nuristani
ریشه‌شناسی:فارسی «نورستانی». «نور» + «-ستان». ناحیه‌ای در شمال افغانستان.

## O
orange
از میلانی narans، از عربی «نارنج»، از فارسی «نارنگ»، از سنسکریت nāraṅga، از زبان‌های دراویدی مانند تامیلی و مالایالام.

## P
Padishah
از فارسی «پادشاه»، از فارسی میانه pādishah، از فارسی باستان pati+xshay-. شاه در ایران، سلطان در ترکیه و حاکم انگلیسی در هند.
Pahlavi
ریشه‌شناسی:فارسی میانه «پهلوی». زبان فارسی در زمان ساسانیان.
Pajama
از هندیpaajaama، از فارسی «پای جامه».
Paneer
هندی/اردوpanir، از فارسی «پنیر». پنیر نرم هندی.
Papoosh
از papouch، از فرانسوی، از فارسی «پاپوش». بنگرید به babouche.
Para
ریشه‌شناسی: ترکی، از فارسی «پاره». واحد پولی در ترکیه.
Paradise
از یونانی paradeisos(باغ چینه بسته)، از فارسی باستان paradaida «دورتادور دیواربندی شده».
Parasang
لاتین parasanga، از یونانی parasanges، از ریشهٔ ایرانی، فارسی «فرسنگ». واحدی به درازای ۶ ک‌م.
Pargana
ریشه‌شناسی: هندی pargana، از فارسی (پرکاله؟). مجموعه شهرک‌های اجرایی در هند.
Parsee
ریشه‌شناسی: از فارسی باستان parsi «پارسی». زرتشتیان هند که در سدهٔ ۷ م پس از هجوم اعراب به ایران، به هند مهاجرت کردند.
Parthia
از لاتین، از فارسی باستان parthava- «پارت». در ریشه با «پارس» هم‌معنی است.
Parthian
بنگرید به Parthia.
Parting Shot
از Parthian Shot، تاکتیک پارتیان برای پرتاب تیرهای آتشین به سوی دشمن حتی هنگام عقب‌نشینی.
Pasar
مالایی، از فارسی «بازار». بازار عمومی در اندونزی.
Pasha
ترکی paşa، احتمالاً از فارسی «پادشاه».
Pashm
ریشه‌شناسی: از فارسی «پشم»؛ پشمینه در کشمیر و پنجاب برای بافت قالیچه و شال که از محصولات صادراتی این مناطق است.
Pashmina
از فارسی «پشمینه». پارچهٔ پشمی محصول شمال هند.
Pashto
فارسی «پشتو»، از افغانی. بنا بر نظر Morgenstein این نام با پارت و پهلو هم‌ریشه است.
Peach
از واژهٔ لاتین Persicum «پارسی»، هلو در روم به نام‌های malum Persicum(سیب پارسی)، prunum Persicum(آلوی پارسی) یا مختصراً persicum, persici نامیده می‌شد.
Percale
فارسی «پرگال/پرگاله». پارچهٔ چیت در صنایع پارچه بافی، ملافه و غیره کاربرد دارد.
Percaline
فرانسوی، از فارسی «پرگاله».
Peri
فارسی «پری»، از فارسی میانهٔ parik.
Persepolis
از فارسی باستان pârsa+ یونانی polis «شهر».
Persia
از فارسی باستان pârsa.
Persis
از فارسی باستان pârsa.
Peshwa
هندی و مرآتی pesva، از فارسی "پیشواً. نخست‌وزیر شاهزادهٔ Maratha.
Physic
ریشه: از پارسی باستان گیتیک (گیتی+ایک) بمعنی طبیعی و راه‌یافته به یونایی و رومی.
Pilaf
ترکیpilâv، از فارسی «پلو». غذایی در خاور میانه که از برنج، روغن و گوشت درست می‌شود.
Pir
ریشه‌شناسی: فارسی «پیر». آموزگار در آیین‌های عرفانی.
Pistachio
از لاتینpistâcium، از یونانی (pistàkion) πιστάκιον، از فارسی «پسته».
Post
از پُست هخامنشی. اولین سیستم پستی جهان در زمان هخامنشیان و به فرمان کوروش بزرگ ساخته شد.
Posteen
فارسی «پوستین». پوشش پوستین.
Popinjay
از فرانسوی باستان papegai، از اسپانیایی papagayo، از عربی «بَبَغاء»، از فارسی "ببغاً) طوطی).
Prophet Flower
برگردان واژهٔ فارسی «گلِ پیغمبر». گلی در هند شرقی با گلبرگ‌های زرد و پنج خال که پس از ساعتی پژمرده می‌شود.
Punjab
از هندی Panjab، از فارسی «پنج آب» (پنجاب).
Purwannah
هندی parvana، از فارسی «پروانه». اجازهٔ ثبت و نوشتن.
Pyke
هندیpâyik, pâyak، از فارسی «پیک» فرستاده.

## Q
- Quarantine که از واژه «قرنطینه» گرفته شده‌است.queen

## R
roc
از فارسی «رُخ» (پرنده‌ای افسانه‌ای).
rook
از انگلیسی میانهrok، از فرانسوی میانهroc، از عربی «رخّ»، از فارسی «رخ».
rose
از لاتینrosa، احتمالاً از یونانی باستان rhodon، از فارسی باستانvarda-. فارسی «وَرد».
roxanne
نامی زنانه، از فرانسوی، از لاتینRoxane، از یونانیRhoxane، از ریشه ایرانی، اوستایی raoxšna- «روشن، درخشان».

## S
sun=ریشه‌شناسی فارسی به معنی خورشید
Sabzi
ریشه‌شناسی:هندیsabz، از فارسی «سبزی» (سبزیجات خوردنی).
Saffian
ریشه‌شناسی: روسی saf'yan، از ترکی sahtiyan، از فارسی «سختیان» پوست بز دباغی شده.
Samosa
ریشه‌شناسی:هندیsamosa، از فارسی «سمبوسه».
Sandal
عربی «صندل»، از فارسی «صندل»، درخت صندل/چندل.
Saoshyat
ریشه‌شناسی: «سوشیانت» نجات دهنده (از اوستایی). بنا بر آیین زرتشتی، یکی از سه ناجی که در ۳۰۰۰ سال پایان دنیا هر کدام در هر هزار سال ظهور می‌کنند و جهان را از بدی پاک می‌کنند.
Sapindales
از فارسی «اسپند».
Sarangousty
ریشه‌شناسی: فارسی «سر انگشتی». گچ ضدآب و ضد رطوبت.
Sard
از فارسی «زرد».
Sarod
ریشه‌شناسی: هندی sarod، از فارسی.
Sarwan
ریشه‌شناسی: فارسی «ساربان».
Satrap
از لاتین satrapes، از یونانی satrapes، از فارسی باستان xshathrapavan- «شهربان».
scarlet
از فارسی «سقرلات/سقرلاطون». پارچه و جامه‌ای به رنگ سرخ کبود.
Scimtar
ریشه‌شناسی: فرانسوی میانه cimeterre، از ایتالیایی باستان scimitarra، شاید از فارسی «شمشیر».
Sebesten
ریشه‌شناسی: انگلیسی میانه، از عربی «سبستن»، از فارسی «سپستان» گیاه سپستان.
Seer
ریشه‌شناسی: هندیser، شاید از فارسی «سیر». واحدی در وزن.
Seerpaw
ریشه‌شناسی: فارسی "سر، پاً. سر به پا.
Seersucker
از هندیsirsakar «پارچه راه راه»، از فارسی «شیر و شکر».
Sepoy
ریشه‌شناسی:از پرتغالیsipai, sipaio، از هندیsipah، از فارسی «سپاه». فردی هندی که برای نیروی ارتش انگلیس استخدام می‌شد.
Serai
ریشه‌شناسی: از فارسی «سَرای».
Seraglio
از فارسی «سَرای».
Serang
ریشه‌شناسی: از فارسی «سرهنگ». ناخدای لنج در هند.
Serdab
فارسی «سرد آب». اتاقی خنک و تابستانی در خانه‌های خاورمیانه.
Serendipity
از افسانهٔ پریان فارسی The Three Princes of Serendip «سه شاهزادهٔ سراندیپی». از فارسی «سراندیپ» (سریلانکا).
Sesban
ریشه‌شناسی: فرانسوی، از فارسی sisabaan. گیاه سِس.
Setwall
ریشه‌شناسی:از فارسی «زادوَر».
Shabundar/Shabandar
ریشه‌شناسی: از فارسی «شاه بندر».
Shah
ریشه‌شناسی: فارسی «شاه»، از فارسی باستان χšāyaþiya «شاه». اسم فعل به معنای «حکومت کردن».
Shahi
ریشه‌شناسی: فارسی «شاهی». واحدی در ایران به اندازهٔ ۲۰/۱ قران نقره.
Shahidi
ریشه‌شناسی: «شهید» (عربی)+ «-ی» (پسوند فارسی).
Shahin
ریشه‌شناسی: فارسی «شاهین». شاهین هندی.
Shahzada
ریشه‌شناسی: هندی shah-zada، از فارسی «شاهزاده».
Shamiana
ریشه‌شناسی: هندی shamiyana، از فارسی shamyanah. پارچهٔ سایبان.
Shawl
ریشه‌شناسی: از فارسی «شال».
Sherristar
ریشه‌شناسی:از هندیsarrishtadr، از فارسی «سررشته دار». ثبت‌کننده.
Sherry
بنابر نظریهٔ ت.ب. ایروینگ: از اسپانیایی Jerez، از فارسی «شیراز» در زمان امپراتور رستمیان در اسپانیا.
Sherryvallies
ریشه‌شناسی: از لهستانی szarawary، از روسی sharavary، از یونانی sarabara شلوار آزاد، احتمالاً از ریشهٔ ایرانی؛ فارسی «شلوار». شلواری برای اسب سواری.
Shikar
ریشه‌شناسی: هندی sikar، از فارسی «شکار»، فارسی میانه shkaar.
Shikargah
ریشه‌شناسی: هندی sikaargaah، از فارسی «شکارگاه».
Shikari
ریشه‌شناسی:از فارسی «شکاری». حیوان شکاری.
Shikasta
ریشه‌شناسی: فارسی «شکسته».
Shikra
ریشه‌شناسی: از فارسی «شکاره» پرندهٔ شکاری. شاهین شکاری کوچک هندی.
Simurgh
ریشه‌شناسی: از فارسی «سیمرغ»، از پهلوی sinmurgh (شاهین+ پرنده)، اوستایی saeno merego «شاهین»، سکایی syenah «شاهین»، ارمنی cin «غلیواج».
Sipahis
بنگرید به Sepoy.
Sircar
ریشه‌شناسی: هندی sarkaar، از فارسی «سرکار». استاندار در دورهٔ امپراتوری مغول در هند.
Sitar
ریشه‌شناسی: هندی sitar، از فارسی «ستار». «سه» (فارسی باستان thri-)+ «تار». عود هندوایرانی که در ایران، افغانستان و شبه قاره به کار می‌رود.
Softa
ریشه‌شناسی: ترکی، از فارسی «سوخته»، برافروخته (با عشق یا دانش).
Sogdian
ریشه‌شناسی: لاتین sogdianus، از فارسی باستان Sughudha، فارسی «سغد».
Soorki
ریشه‌شناسی: هندیsurkh، از فارسی «سرخ»، از فارسی میانه sukhr، اوستایی suXra- «درخشان»، سنسکریت sukra.
Sowar
ریشه‌شناسی:فارسی «سوار»، از فارسی میانه asbar, aspwar، از فارسی باستان asabra-.
Spahi
ریشه‌شناسی: فرانسوی میانه spahi، از ترکی sipahi، از فارسی «سپاه»، از پهلوی spāh، از فارسی باستان taxma spāda، از اوستایی spādha. سپاهی الجزایری در ارتش فرانسه و سپاهی ینی چری در ارتش ترکیه.
Spinach
ریشه‌شناسی: فرانسوی میانه espinache, espionage، از اسپانیایی باستان espinaca، از عربی «اسفناج/اسبناخ»، از فارسی «اَسپَناخ».
Squinch
ریشه‌شناسی: از فارسی «سکنج» (=سه + کنج) معادل سکنج یا گوشه یا گوشواره یا فیلگوش در معماری.
-Stan
به معنای «جایگاه»، در نام‌های افغانستان، پاکستان و… از فارسی «-ستان»، از هندو ایرانی stanam «جایگاه»، «جای نشیمن».
Star
از اَستَر پارسی به معنی ستاره و هم آوای اَختَر (صورت فلکی)
Subahdar
ریشه‌شناسی: «صوب» (عربی: ناحیه)+ «دار». کاپیتان و والی در ارتش بریتانیایی هند.
Sugar
ریشه‌شناسی: واژه‌ای از سنسکریت از شاخهٔ هندوایرانی از زبان هندوآریایی؛ اما فارسی نقش پراکنده کردن آن را بازی کرد. انگلیسی میانه sugre, sucre، از آنگلو-فرانس sucre، از لاتین میانه saccharum، از ایتالیایی باستانzucchero، از عربی «سُکر»، از پهلوی shakar، سرانجام از سنسکریت sarkara.
Suclat
ریشه‌شناسی: هندی suqlaa، از فارسی «سقلات/سقلاطون». بنگرید به Scarlet.
Surma
ریشه‌شناسی:فارسی «سرمه». در هند و ایران استفاده می‌شود.
Surnay
ریشه‌شناسی: فارسی «سورنای». قره نی آسیای مرکزی و خاورمیانه.
syagush
فارسی «سیاه گوش».
Samosa
ریشه‌شناسی: هندی samos و اردو samosa, sambas از فارسی «سمبوسه».
Sneeze
به معنای عطسه از شنوسه در زبان پهلوی ساسانی
Stable
از واژه استوبار (استوار) در زبان پهلوی ساسانی

## T
Tabasheer
ریشه‌شناسی: هندی tabshr، از فارسی «تباشیر». خیزران هندی که در پزشکی کاربرد دارد.
Tabor
ریشه‌شناسی: انگلیسی میانه tabur، از فرانسوی باستان، از «تنبور». بنگرید به tambour.
Taffeta
ریشه‌شناسی: از فارسی «تافته».
Tahsildar
ریشه‌شناسی: هندی tahsildar، از فارسی «تحصیلدار». «تحصیل» (عربی)+ «دار». مأمور درآمدی در هند.
Taj
ریشه‌شناسی:عربی «تاج»، از فارسی «تاج». کلاه در کشورهای مسلمان. مخصوصاً کلاه مخروطی درویشان.
Taj Mahal
از فارسی «تاج محل». «تاج» + «محل» (عربی).
Tajikistan
تاجیک+ -ستان (جایگاه). به معنای «سرزمین تاجیکان».
takht
به معنای تخت پادشاهی که ریشه پارسی دارد
Talc
از فارسی «تلک» (طلق).
Tambour
ریشه‌شناسی: فرانسوی، از فرانسوی میانه، از عربی «تنبور»، از فارسی «تبیره».
Tambourine
بنگرید به Tambour.
Tanbur
بنگرید به Tambour.
Tangi
ریشه‌شناسی:فارسی «تنگی». گلوگاه تنگ.
Tandoori
فارسی «تنوری».
Tapestry
احتمالاً از ریشه‌ای ایرانی (فارسی «تافتن/تابیدن»).
Tar
ریشه‌شناسی: فارسی «تار». عود شرقی.
Tarazet
از فارسی «شاهینِ ترازو».
Tarragon
گیاه ترخون (گیاهشناسی)،
Tass
ریشه‌شناسی: فرانسوی میانه tasse، از عربی «طاس»، از فارسی «تشت».
Team
«تیم» لغت فارسی اصیل (موجود در لغت‌نامهٔ اوستایی)
Tebbad
ریشه‌شناسی: شاید از فارسی «تب» + «باد» (از فارسی میانه vat، اوستایی vata-، سنسکریت vata)
Temacha
ریشه‌شناسی: فارسی «تَماخَره» شوخی و مسخره. نمایش خنده‌دار دوره‌گردان ایرانی.
Thanadar
ریشه‌شناسی: هندی thandar، از than+ «دار». رئیس پلیس خان‌ها.
Tiara
از لاتین tiara، از فارسی «تارَه»(tara).
Timar
ریشه‌شناسی: ترکی timar، از فارسی «تیمار». نظامی ترک تیماردار.
Time
از تُوم (فرهنگ کوچک)، تُومُن، تِمَن (گویش تبری). بسنجید با tepPus در لاتینی و temps در فرنگی. کلمه توم واژه اوستایی است.
Tiger
یونانی tigris، از ریشهٔ ایرانی. فارسی «تیز».
Tigris
از فارسی میانه Tigr «تیر»، از فارسی باستان Tigra «تیز نوک».
Toque
از فارسی باستان taqبه معنای «چادر، شال».
Trabant
ریشه‌شناسی: آلمانی trabant, drabant، از چکی drabant، از فارسی «دربان».
Tranky
ریشه‌شناسی: فارسی tranki. عرشهٔ کشتی که در خلیج فارس استفاده می‌شود.
Trehala
ریشه‌شناسی: احتمالاً از فرانسوی tréhala، از ترکی tgala، از فارسی «تیغال».
Tulip
ریشه‌شناسی: از فرانسوی tulipe، از فارسی «دُلبند/دولبند». (دولابند؟)
Turan
از فارسی «توران».
Turanian
ریشه‌شناسی: فارسی «توران» (ترکستان، سرزمینی در شمال سیحون)+ ian- (پسوند نسبت در انگلیسی). اقوام سکایی که آریایی‌های کوچ‌نشین بودند و بعداً سرزمینشان ترک‌نشین شد.
Turanite
ریشه‌شناسی: از فارسی «توران» + -it'/-ite (روسی). نام ماده‌ای شیمیایی از ترکیبات مس و وانادیوم.
Turanose
ریشه‌شناسی: آلمانی turanos، از فارسی «توران» +-os/-ose (آلمانی)؛ نام ماده‌ای شیمیایی.
Turban
از فارسی «دُلبند/دولبند». (دولابند؟).
Turkmenistan
ترکمن + -ستان (جایگاه). به معنای «سرزمین ترکمنان».

## U
Uzbekistan
ازبک + -ستان (جایگاه). به معنای «سرزمین ازبکان».

## V
Vispered
اوستایی vispa ratavo «همهٔ اربابان». فارسی «ویسپرد»، بخشی از اوستا.
vizier
ریشه‌شناسی: برخی گویند از عربی «وزیر»(:کسی که حمل می‌کند) از «وَزَرَ» (:حمل کردن)، اما به احتمال زیاد از عربی «وزیر»، که از فارسی میانه vichir، از اوستایی vicira (:میانجی، قاضی).
Vice
به معنای گناه
این واژه از شکل دیرین واژه گناه در زبان پهلوی (ویناس) گرفته شده‌است.

## X
Xerxes
یونانی از فارسی باستان Khshayarshan- «پهلوانی در میان شاهان».khshaya- (شاه) + arshan (پهلوان).

## Y
Yarak
ریشه‌شناسی: از فارسی «یارِگی» (:نیرو داشتن). اصطلاحی در شکار با پرندگان شکاری.
Yasht
فارسی نو «یشت» از اوستایی yashtay «ستودن». بخشی از اوستا که به ستایش ایزدان می‌پردازد.
Yuft
ریشه‌شناسی: روسی yuft', yukht'، شاید از فارسی «جفت».

## Z
Zamindar
ریشه‌شناسی:هندی zamindar، از فارسی «زمیندار». حاکم مالیات جمع کن در زمان حکومت اسلامی هند.
Zamindari
ریشه‌شناسی: از فارسی «زمینداری».
Zanza
ریشه‌شناسی: از فارسی «سنج». آلت موسیقایی.
Zarathushtra or Zarathustra
فارسی پیامبر «زرتشت»
Zedoary
ریشه‌شناسی: انگلیسی میانه zeduarie، از لاتین میانه zeduria، از عربی «زادور»، از فارسی «زادُور». داروی تهییج‌کننده در هند شرقی.
Zenana
ریشه‌شناسی: از فارسی «زنانه». قسمتی از خانه که زن خانواده در آن گوشه‌نشینی می‌کند. در هندوایرانی.
Zena
جنس زن از فارسی «زن».
Zerda
ریشه‌شناسی: عربی «زِرداو»، از ریشهٔ ایرانی. گیاه رازیانه.
Zircon
از فارسی «زرگون» (به رنگ طلا).
Zirconate
Zircon + ate (پسوندی انگلیسی از لاتین –atus)
Zirconia
Zircon + ia (پسوندی از لاتین نو)
Zirconium
Zircon + -ium(پسوندی از لاتین نو)
Zoroaster
از اوستایی zarathushtra، فارسی «زرتشت».
Zoroastrianism
آیین و دین «زرتشتی»
Zumbooruk
از فارسی «زنبوره».